# Миракъл Майл
„Миракъл Майл“ е култов трилър от 1988 година. Филмът е наречен на лосанджелиския квартал Миракъл Майл, където се развива действието.
Въпреки високите оценки на критиката филмът отчита малки приходи. Сюжетът се развива в рамките на няколко часа и зрителят не разбира до самия край дали става дума за постановка или истински наближаващ апокалипсис.

## Актьорски състав
- Антъни Едуардс – Хари Уашело
- Меър Уинингам – Джули Питърс
- Микелти Уилиамс – Уилсън
- Дениз Кросби – Ланда
- Кърт Фулър – Гърстийд
- Едуард Бънкър – управник на бензиностанция
- Джон Агар – Айвън Питърс
- Лу Ханкок – Луси Питърс
- Кели Джо Минтър – Шарлота

## Сюжет
Внимание:  Текстът по-долу разкрива сюжета на произведението (или части от него)!
Хари Уашело (Антъни Едуардс) е млад тромбонист без голям успех в любовта. На музейна сбирка в Лос Анджелис той среща Джули Питърс (Меър Уинингам), и двамата се влюбват от пръв поглед. След разходка около катранените ями Ла Брея и по улиците на квартала Миракъл Майл, двамата си уговарят среща за по-късно вечерта в кафенето, където тя работи. Хари решава да се наспи преди срещата, но поради токов удар будилникът му се поврежда и той се събужда в 4 сутринта, няколко часа след уговореното време.
Хари решава все пак да отиде до кафенето, но Джули не е там. От телефонната кабина извън заведението той ѝ звъни, но се включва само телефонният ѝ секретар, а той ѝ оставя гласово съобщение с извинение за пропуснатата среща. Малко след като затваря слушалката, телефонът започва да звъни настойчиво. Хари го вдига, а от другата страна се чува треперещия глас на млад мъж, който е част от екипажа на ядрен силоз в Северна Дакота и търси баща си за да му обясни, че след 50 минути Съединените щати ще нанесат масиран ядрен удар, а отговорът ще последва 20 минути след това. Хари влиза отново в кафенето и обяснява за разговора, но всички го смятат за луд. Сред клиентите обаче е и бизнесдамата Ланда (Дениз Кросби), която позвънява чрез мобилния си телефон на свои приятели от Сената. След като разбира, че всички те са заминали за Южна Америка преди минути, тя уговаря чартърен полет до район без валежи в Антарктика от лосанджелиското летище. Останалите клиенти се качват на камиона на собственика и всички тръгват за летището, но Хари не желае да остави Джули и скача от камиона в движение.
В следващите 40 минути той се лута по празните улици на Лос Анджелис в опит да се свърже с Джули. Двамата се събират отново и тя разбира какво се случва, но преценява, че все пак няма потвърждение дали телефонният разговор е бил истина и дали Хари не е предизвикал масова паника. В следващите минути вестта се разпространява светкавично и по улиците настъпва анархия. Всички съмнения се разсейват, когато двамата се качват на хеликоптерната площадка на небостъргач и виждат как няколко бойни глави прелитат над тях в посока юг.
Хари и Джули се качват на хеликоптера, но секунди след излитането му електромагнитното поле от далечните взривове изгаря системите на машината и тя се разбива в катранените ями Ла Брея. Хари увещава Джули, че след време двамата ще бъдат изложени в музей, или ще се превърнат в диаманти, ако над тях избухне атомна бомба. Неспособни да излязат от хеликоптера, двамата остават в пълнещата се с вода машина. Малко след това над тях се взривява ядрен заряд.

## Продукция
Заплетената продукция около концепцията на Миракъл Майл го прави легендарен в Холивуд и през 1983 година сценарият е обявен от списание Американ Филм за един от най-добрите неосъществени проекти. Авторът на сценария Стив де Джарнат го написва по поръчка на Warner Bros. с надеждата да бъде и режисьор, но те искат да бъде осъщесвен в по-голям мащаб и не от режисьор без опит в пълнометражното кино, какъвто е де Джарнат. Филмът стои три години в продукционната бездна, и най-накрая де Джарнат решава да го откупи за $25 000. След като го пренаписва, Уорнър изявяват желание да си върнат сценария за $400 000, но де Джарнат отказва. Той безуспешно опитва да намери продуцент в лицето на различни студия, но всички те му отказват заради мрачния тон на филма. Най-накрая Джон Доли от Хемдейл Филм Корпорейшън решава да финансира де Джарнат с $3,7 милиона за направата на филма.
Основните локации на снимките са едноименният квартал в Лос Анджелис; катранените ями Ла Брея, булевард Уилшир и различни части на Санта Моника.

## Критически оценки
Филмът бива високо оценен от критиците. Ню Йорк Таймс хвали филма заради липсата на предупредителния тон на други филми на тема ядрена война и определя образите на Хари и Джули като „освежаващи“. Роджър Ибърт хвали способността на филма да пресъздаде истинския ужас на ситуацията. Вашингтон Поуст критикува липсата на солидно послание на филма. Британският критик Чарли Брукър определя филма като притежаващ „най-смущаващия тон“.
На сайта Rotten Tomatoes филмът има рейтинг от 86%. Оценката му в IMDb е 6,9.
Филмът се представя много слабо на боксофиса, най-вече заради годината на премиерата в САЩ – 1989, когато на екран излизат едновременно Индиана Джоунс и последният кръстоносен поход и Батман на Тим Бъртън. Впоследствие обаче филмът се превръща в култов.